# فاینال فانتزی ۴
فاینال فانتزی ۴ (به انگلیسی: Final Fantasy IV) (به ژاپنی: ファイナルファンタジーIV) یک بازی ویدئویی در سبک نقش‌آفرینی و چهارمین قسمت از مجموعه بازی‌های فاینال فانتزی است که در سال ۱۹۹۱ و توسط شرکت اسکوئر (بعداً به اسکوئر انیکس تغییر کرد) برای سوپر نینتندو انترتیمنت سیستم منتشر شد.